# Lago Beetz
El lago Beetz (en alemán: Beetzsee), también llamado lago Riewend, es un lago situado en el distrito rural independiente de Ciudad de Brandeburgo, en el estado de Brandeburgo (Alemania); tiene una longitud máxima de 22 km, una profundidad media de 3 m y máxima de 9 metros. 
El lago es cruzado por el río Havel.